# Curtição (álbum)
Curtição é um álbum de estúdio da dupla sertaneja brasileira João Bosco & Vinícius lançado em 2009 pela Sony Music e tem a produção do compositor e empresário Euler Coelho. Com 14 faixas, o CD traz o single "Chora, me Liga", que figurou entre as 10 músicas mais tocadas nas rádios brasileiras.
Ainda no repertório, João Bosco & Vinícius interpretam canções assinadas por Daniel, Rick, Carlos Randall e Cezar, além de resgatar sucessos como "Coração Só Vê Você" (Cezar & Paulinho) e "Malícia de Mulher" (João Paulo & Daniel). Outra novidade fica por conta da canção "Ai que saudade me dá", composta pela dupla em parceria com o músico Alisson. A turnê de divulgação do novo álbum inicia em março de 2009. Destaques também para as músicas "Canto, bebo e choro", "Terremoto", "Sufoco", "Meu mundo gira", "Larguei de ser besta", "Saudades de mim" e "Semi-Luz", do segundo disco da dupla Leandro & Leonardo. O álbum chegou a ser indicado ao Grammy Latino na categoria de Melhor Álbum de Música Setaneja. Recebeu o disco de ouro pela ABPD pelas vendas de 100 mil cópias.

## Lista de faixas
| N.º | Título                                                                | Duração |  |
| 1.  | "Curtição (Faz de Conta)"                                             | 2:51    |  |
| 2.  | "Canto, Bebo e Choro"                                                 | 3:10    |  |
| 3.  | "Terremoto"                                                           | 3:29    |  |
| 4.  | "Chora, Me Liga"                                                      | 3:01    |  |
| 5.  | "Sufoco"                                                              | 3:01    |  |
| 6.  | "Meu Mundo Gira"                                                      | 3:10    |  |
| 7.  | "Coração Só Vê Você"                                                  | 3:33    |  |
| 8.  | "Proprietário"                                                        | 3:41    |  |
| 9.  | "Larguei de Ser Besta"                                                | 3:28    |  |
| 10. | "Ai Que Saudade Que Me Dá"                                            | 3:06    |  |
| 11. | "Desejo de Amar / Só Liguei Pra Dizer Que Te Amo / Malícia de Mulher" | 4:36    |  |
| 12. | "Saudades de Mim"                                                     | 2:54    |  |
| 13. | "Semi-Luz"                                                            | 3:12    |  |
| 14. | "Maluco de Paixão"                                                    | 3:35    |  |

## Singles
- "Sufoco" foi lançada como primeiro single do álbum em 2008, e alcançou a posição 12 no Brasil. Também foi gravada pelo cantor Luan Santana, na época do "gurizinho".

- "Chora, Me Liga" foi carro-chefe e segundo single do álbum. A canção foi uma das mais tocadas no ano de 2009, e alcançou a posição 4 das paradas de sucesso de todo Brasil, e também chegou a alcançar o TOP 10 da Argentina e Paraguai. No ano seguinte, a canção venceu o Prêmio de Música Digital na categoria de Música Mais Vendida.[5] Em 2011, entrou para a trilha sonora da novela Morde & Assopra, exibida pela Rede Globo.

- "Curtição" (também conhecida como "Faz de Conta", mesmo nome de uma das primeiras músicas gravadas pela dupla e também já gravada por nomes como Bruno e Marrone e Hugo Pena & Gabriel) foi escolhida para ser o terceiro single do álbum e alcançou a posição 26 das paradas de todo país.

- "Coração Só Vê Você", foi lançada como single promocional. Ficou conhecida ao entrar na trilha sonora da novela Paraíso, exibida pela Rede Globo. É uma regravação da dupla Cezar & Paulinho.

## Certificações
| Brasil (ABPD)                             | Ouro | 2009 | 100.000* |
| *número de vendas baseado na certificação |      |      |          |

## Ligação externa
- Curtição em Livraria Saraiva